# Запис храст код цркве (Глоговац)
Запис храст код цркве (Глоговац) се налази на парцели чији је власник Српска православна црква - Православна епархија шумадијска - Црквена општина глоговачка.

## Локација
| Општина             | Јагодина                                                                    |
| Катастарска општина | Глоговац                                                                    |
| Потес               | Село                                                                        |
| Координате          | 44° 02′ 37″ С; 21° 19′ 02″ И / 44.043700000000001° С; 21.317299999999999° И |
| Надморска висина    | 121m                                                                        |

## Карактеристике
Дендрометријске вредности утврђене на терену и сателитским снимцима:
| Стабло                     | Храст |
| Висина стабла              | m     |
| Обим дебла                 | m     |
| Пречник крошње             | 20m   |
| Пречник дебла              | m     |
| Висина дебла до прве гране | m     |

## База записа
Запис је у оквиру Викимедија пројекта "Запис - Свето дрво" заведен под редним бројем 0111.